# Serbia na Mistrzostwach Świata w Lekkoatletyce 2011
Serbia na Mistrzostwach Świata w Lekkoatletyce 2011 – reprezentacja Serbii podczas czempionatu w Daegu liczyć będzie 9 zawodników.

## Występy reprezentantów Serbii

### Mężczyźni

#### Konkurencje biegowe
| Konkurencja                | Zawodnik        | Runda 1  | Runda 1 | Runda 2  | Runda 2 | Półfinał | Półfinał | Finał    | Finał   |
| Konkurencja                | Zawodnik        | Rezultat | Pozycja | Rezultat | Pozycja | Rezultat | Pozycja  | Rezultat | Pozycja |
| -------------------------- | --------------- | -------- | ------- | -------- | ------- | -------- | -------- | -------- | ------- |
| Bieg na 400 m przez płotki | Emir Bekrić     |          |         |          |         |          |          |          |         |
| Chód na 50 km              | Nenad Filipović |          |         |          |         |          |          |          |         |

#### Konkurencje techniczne
| Konkurencja    | Zawodnik        | Eliminacje | Eliminacje | Finał    | Finał   |
| Konkurencja    | Zawodnik        | Rezultat   | Pozycja    | Rezultat | Pozycja |
| -------------- | --------------- | ---------- | ---------- | -------- | ------- |
| Pchnięcie kulą | Milan Jotanović | 18,39      | 25         |          |         |
| Pchnięcie kulą | Asmir Kolašinac | 20,14      | 12 q       | 19.84    | 11      |
| Dziesięciobój  | Mihail Dudaš    |            |            | 8256     | 6       |

### Kobiety

#### Konkurencje techniczne
| Konkurencja    | Zawodniczka       | Eliminacje | Eliminacje | Finał    | Finał   |
| Konkurencja    | Zawodniczka       | Rezultat   | Pozycja    | Rezultat | Pozycja |
| -------------- | ----------------- | ---------- | ---------- | -------- | ------- |
| Skok w dal     | Ivana Španović    | DNS        | -          |          |         |
| Trójskok       | Biljana Topić     |            |            |          |         |
| Rzut dyskiem   | Dragana Tomašević | 60.45      | 8 q        | 62.48    | 7       |
| Rzut oszczepem | Tatjana Jelača    |            |            |          |         |